# Goniadella revizee
Goniadella revizee är en ringmaskart som beskrevs av Rizzo och Ayrton Amaral 2004. Goniadella revizee ingår i släktet Goniadella och familjen Goniadidae. Inga underarter finns listade i Catalogue of Life.